# L’Épine (Hautes-Alpes)
L’Épine település Franciaországban, Hautes-Alpes megyében. Lakosainak száma 202 fő (2022. január 1.). L’Épine Montclus, Montjay, La Piarre, Ribeyret, Sigottier, Sorbiers, Valdrôme és Valdoule községekkel határos.

## Népesség
A település népességének változása:
| Lakosok száma | 182  | 141  | 148  | 171  | 187  | 192  | 196  | 203  | 203  | 202  |
|               | 1968 | 1982 | 1990 | 2006 | 2013 | 2015 | 2017 | 2019 | 2020 | 2022 |